# Haskell (Texas)
Haskell es una ciudad ubicada en el condado de Haskell en el estado estadounidense de Texas. En el Censo de 2010 tenía una población de 3.322 habitantes y una densidad poblacional de 356,48 personas por km².

## Geografía
Haskell se encuentra ubicada en las coordenadas 33°9′35″N 99°43′55″O / 33.15972, -99.73194. Según la Oficina del Censo de los Estados Unidos, Haskell tiene una superficie total de 9.32 km², de la cual 9.32 km² corresponden a tierra firme y (0%) 0 km² es agua.

## Demografía
Según el censo de 2010, había 3.322 personas residiendo en Haskell. La densidad de población era de 356,48 hab./km². De los 3.322 habitantes, Haskell estaba compuesto por el 80.4% blancos, el 4.94% eran afroamericanos, el 0.75% eran amerindios, el 0.75% eran asiáticos, el 0% eran isleños del Pacífico, el 10.69% eran de otras razas y el 2.47% pertenecían a dos o más razas. Del total de la población el 26.76% eran hispanos o latinos de cualquier raza.